# Культура сиони-цопи-гинчи

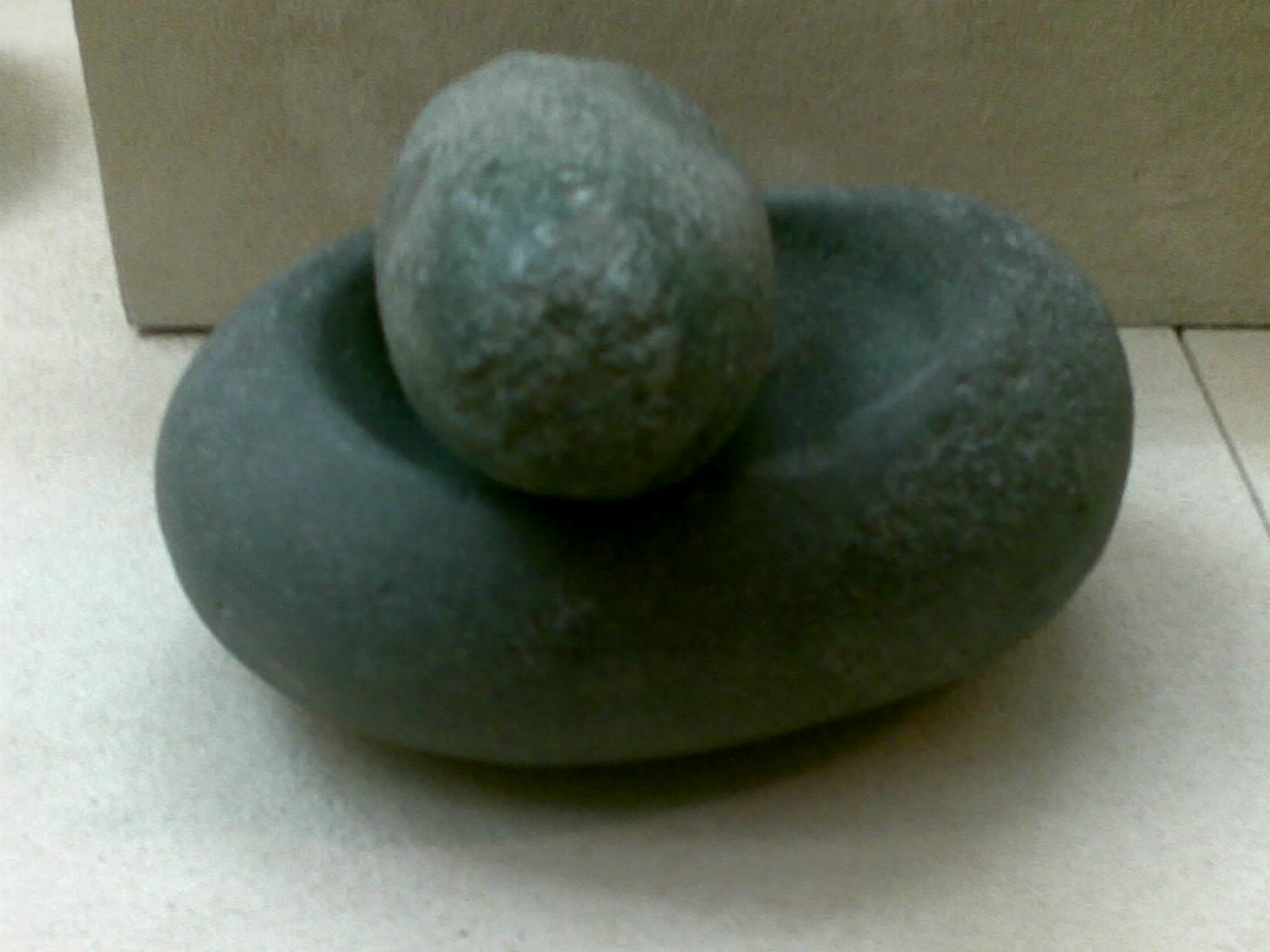
Каменная ступа, найденная на холме Гаргалартепеси. Культура Шулавери-Шому, эпоха энеолита. Национальный музей истории Азербайджана

Культура сиони-цопи-гинчи — это культура раннего и среднего энеолита Южного Кавказа. Также известна как 'Культура Сиони' и 'Сионская Культура'. Она датируется началом V тыс. до н.э. Особенно распространялась в центре и на востоке Южного Кавказа. Её открыли в 2000-е годы. Эта культура концентрируется в бассейнах Куры и Аракса, в восточной Грузии, в Азербайджане и в Южном Дагестане.
Культура названа по поселениям Сиони и Цопи в Марнеульском муниципалитете Грузии, и Гинчи в Шамильском районе, Дагестан. Археологи Т. Кигурадзе и Г. Ч. Чиковани открыли эту культуру.

## Характеристики
Археологи указывают на культурные связи памятников сиони-цопи-гинчийского круга с неолитическо-энеолитическими культурами Западной Грузии. Развитие культуры сиони-цопи-гинчи тесно связано с местным
мезолитом.
По мнению Рауфа Мунчаева, Лейлатепинская культура могла быть синхронной позднему этапу автохтонной Кавказской культуры сиони-цопи. До 25% керамических сосудов, обнаруженных на лейлатепинских поселениях в степной зоне Закавказья, составляет посуда культуры сиони-цопи.
Поселения Сиони-Цопской культуры, как и памятники Куро-аракской культуры, расположены как на равнине, так и в предгорье и горной зоне. Многие памятники однослойные. На территории Грузии поселения такого типа прослеживаются с раннего неолита. В некоторых случаях слой Сионской культуры перекрывают слои культуры Шулавери-Шому или же они сами перекрыты слоями Куро-аракской культуры. Так что, скорее всего, хронология культуры сиони-цопи-гинчи – это II половина V тыс. и I половина IV тыс. до н.э. (ок. 4500-3500 до н.э).

## Поселение Сиони
Поселение Сиони (Марнеульский муниципалитет) в Грузии датируется началом 5 тыс. до н. э.
На поселении найдена керамика, которая близка к шомутепинской. Она серо-бурая, из грубого теста с примесью толченого базальта и не залощена. В то же время, имеется здесь и ранняя чернолощеная керамика куро-аракской культуры.
Для поселения Сиони характерна округлая архитектура. Здесь также фиксируется начало использования камня в архитектуре.
Воздействие керамики Сиони распространено довольно широко на Кавказе – в памятниках Дарквети (Грузия), Одиши (Абхазия), Замок (близ Кисловодска). Но её нет в Мешоко—поселении того же времени на Северо-Западном Кавказе.

## Поселение Цопи
Позднеэнеолитическое поселение Цопи также находится в Марнеульском муниципалитете, в 5 км к югу от Сиони. Здесь была обнаружена первая керамика урукской культуры на Южном Кавказе.
Памятник был открыт в 1957 году археологом Г.К. Григолия. Он находится на южной окраине с. Цопи. Раскопки начались в 1965 году.
Это поселение однослойное. Похожие памятники позже были открыты в ущельях рек Арагви и Куры, в Кахетии, на Иори-Алазанской долине, а также на поселениях Северного Кавказа.
Ранние памятники цопской энеолитической культуры восходят к началу V тыс. до н.э. Цопская культура возникла на основе поздненеолитической культуры Сиони.
Урукская керамика в Цопи представлена фрагментами больших пифосов. Аналогичная керамика была также выявлена в 80 годы в Восточной Грузии в Карельском районе, и в урочище Бериклдееби.
Похожая керамика также найдена в Восточной Анатолии, в Арслантепе VI A, в Норшунтепе, и в Тепечик.

## Могильник Гинчи
Могильник находится у села Тидиб в Шамильском районе в горном Дагестане, в Гидатлинской долине, вдоль реки Гичиноор. Он был открыт в 1956 г. М.Г. Гаджиев детально изучил и описал его. На территории могильника вскрыто 15 склепов, две детские гробницы и 15 захоронений в глиняных сосудах.
В Гинчи обнаружена общность с месопотамской культурой Убейдского периода конца V -- начала IV тыс. до н.э. Затем здесь следуют памятники, представляющие Урукскую культуру, ещё более обширную по территориальному охвату.